# Пепенстер (баскетбольный клуб)
«Пепенстер» — бельгийский профессиональный баскетбольный клуб из двух рядом расположенных городов Вервье и Пепенстер в провинции Льеж.

## Сезоны
| Сезон     | Лига | Уровень | Рег. чемп. | Плей-Офф      | Кубок Бельгии | Еврокубки |
| --------- | ---- | ------- | ---------- | ------------- | ------------- | --------- |
| 2011/2012 | БЛБ  | 1-й     | 9-е        | —             | —             | —         |
| 2012/2013 | БЛБ  | 1-й     | 8-е        | —             | Полуфинал     | —         |
| 2013/2014 | БЛБ  | 1-й     | 9-е        | —             | Топ 16        | —         |
| 2014/2015 | БЛБ  | 1-й     | 8-е        | Четвертьфинал | Топ 16        | —         |

## Известные игроки
- Аксель Эрвелль (2000–2004)
- Максим де Зеув (2005–10, 2011–12)
- Аризона Рид (2014–15)